# Рівне (Словаччина)

Греко-католицька церква св. Димитрія споруджена у 1782 р., зруйнована коло 1968 р.

Рівне або Ровне (словац. Rovné) — село в Словаччині, Свидницькому окрузі Пряшівського краю. Розташоване в північно-східній частині Словаччини в Ондавській височині, яка є частиною Низьких Бескидів.
Уперше згадується у 1414 році.

## Пам'ятки
У селі є греко-католицька церква святого великомученика Димитрія з 20 століття року в стилі бароко.
У селі колись була дерев'яна греко-католицька церква з 1782 року, яка до цього часу не збереглася. Ікони зберігаються в Шариському музею у Бардієві.

## Населення
| Рік:            | 1993 | 2003    | 2013    | 2023    |
| --------------- | ---- | ------- | ------- | ------- |
| Кількість осіб: | 485  | 509     | 493     | 453     |
| Різниця:        |      | +4,94 % | -3,14 % | -8,11 % |

| Рік:            | 2022 | 2023    |
| --------------- | ---- | ------- |
| Кількість осіб: | 461  | 453     |
| Різниця:        |      | -1,73 % |

В селі проживає 488 осіб.
Національний склад населення (за даними останнього перепису населення — 2001 року):
- словаки — 72,41 %
- русини — 18,59 %
- цигани — 6,85 %
- українці — 1,17 %
- поляки — 0,39 %
- чехи — 0,20 %
- угорці — 0,20 %

Склад населення за приналежністю до релігії станом на 2001 рік:
- греко-католики — 81,80 %,
- римо-католики — 12,52 %,
- православні — 5,09 %,
- не вважають себе віруючими або не належать до жодної вищезгаданої церкви- 0,59 %